# Wargaming Chicago-Baltimore
Wargaming Chicago-Baltimore (anteriormente Meyer/Glass Interactive, L.L.C., Day 1 Studios, LLC e Wargaming West Corporation) é uma desenvolvedora de jogos americana que opera em Chicago, Illinois e Hunt Valley, Maryland.

## Historia
Eles trabalharam em conjunto com a desenvolvedora FASA Interactive para criar seus dois primeiros jogos MechAssault, que a Microsoft usou para promover seu serviço Xbox Live, e MechAssault 2: Lone Wolf. Eles trabalharam com a Monolith Productions para fazer as portes de console Xbox 360 e PlayStation 3 de F.E.A.R..
Em 2006, eles assinaram um acordo com a LucasArts para desenvolver o jogo de ficção científica Fracture. Ele teve críticas mistas pela imprensa de jogos. Em 2010, a Warner Bros. Interactive Entertainment anunciou que estaria desenvolvendo a terceira parcela da franquia F.E.A.R. intitulada F.E.A.R. 3, anunciada pela primeira vez usando o título F.3.A.R., que mais tarde foi confirmado como apenas para publicidade. Quando seu projeto subsequente com a Konami foi cancelado, no entanto, cerca de 100 funcionários (a grande maioria da equipe trabalhando naquele projeto) foram demitidos.  Os membros restantes da equipe seguiram em frente com o desenvolvimento do jogo de mechs gratuito Reign of Thunder.
Em 29 de janeiro de 2013, foi anunciado que a Wargaming, a criadora do World of Tanks, adquiriu a Day 1 Studios por US$ 20 milhões e a renomeou como Wargaming West. A aquisição incluiu os direitos de Reign of Thunder, tendo sido deixado de lado e posteriormente cancelado.

## Jogos desenvolvidos
Como Meyer/Glass Interactive
| 1998 | Axis & Allies               | Sim | Não |
| 1999 | Axis & Allies: Iron Blitz   | Sim | Não |
| 1999 | Avalon Hill's Diplomacy     | Sim | Não |
| 1999 | Missile Command             | Sim | Sim |
| 2000 | Battleship: Surface Thunder | Sim | Não |

Como Day 1 Studios
| Ano  | Titulos                  | Plataformas | Plataformas | Plataformas | Plataformas |
| Ano  | Titulos                  | PS3         | Win         | Xbox        | X360        |
| ---- | ------------------------ | ----------- | ----------- | ----------- | ----------- |
| 2002 | MechAssault              | Não         | Não         | Sim         | Não         |
| 2004 | MechAssault 2: Lone Wolf | Não         | Não         | Sim         | Não         |
| 2006 | F.E.A.R.                 | Sim         | Não         | Não         | Sim         |
| 2008 | Fracture                 | Sim         | Não         | Não         | Sim         |
| 2011 | F.E.A.R. 3               | Sim         | Sim         | Não         | Sim         |
| TBA  | Reign of Thunder         | Não         | Sim         | Não         | Não         |

Como Wargaming Chicago-Baltimore
| Year | Title          | Platform(s) | Platform(s) | Platform(s) | Platform(s) |
| Year | Title          | X360        | XB1         | PS4         | Win         |
| ---- | -------------- | ----------- | ----------- | ----------- | ----------- |
| 2014 | World of Tanks | Sim         | Sim         | Sim         | Sim         |

### Jogos eletrônicos cancelados
- Batman: Gotham by Gaslight[6]
- TR2N: Liberation[7]
- Reign of Thunder[8]